# Durca
Likeuren DURCA was een likeurstokerij in Herzele van 1933 tot 1970.

## Geschiedenis
Likeuren DURCA werd gesticht door Camiel Emiel De Durpel en zijn echtgenote Germaine Van den Neste. DURCA ontleent haar naam aan de stichter (De DURpel en CAmiel). De likeuren werden gemaakt en verkocht in de Hoogstraat in Herzele en daarnaast verkocht het echtpaar er ook wijn. 
Het echtpaar was beroepshalve niet enkel bezig met het maken en verkopen van alcoholische dranken. De Durpel was namelijk meestergast in de spinnerij Ets François Saey in Herzele. Daarnaast maakte hij ook voetbaltafels voor cafés. Zijn echtgenote maakte hoeden en accessoires voor dameskledij.
De likeuren van DURCA bestonden uit water, pure alcohol en geconcentreerde oplossingen volgens alcoholgehalte en met verschillende smaken zoals kersen, abrikozen en krieken. Die krieken kwamen uit een eigen boomgaard in de Molenstraat in Herzele. Verder werden aperitieven zoals Martini en Picon nagemaakt onder andere namen en De Durpel produceerde ook een eigen eau de vie.
In 1970 kwam een einde aan de likeurproductie en wijnverkoop. Van Durpel en Van den Neste overleden respectievelijk in 1973 en 1989. In latere jaren was er een videowinkel en schoenmakerij gevestigd in het pand in de Hoogstraat.